# 169
El 169 va ser un any de la dècada del 160.

## Esdeveniments
- Imperi Romà: Per la mort del seu germà i coemperador Luci Aureli Ver, Marc Aureli esdevé emperador únic.[1]
- Olímpia (Grècia): Se celebra la 237a. Olimpíada. Eudemó d'Alexandria n'és un dels atletes triomfadors.[2]
- Sardes (Àsia Menor): Melitó de Sardes escriu la seva obra Apologia.[3]

## Naixements
- Xina: Zhang Liao, general de l'Imperi Han. (m. 222)[4]

## Necrològiques
- Altinum (Vèneto): Luci Aureli Ver, emperador romà, possiblement d'apoplexia.[1]